# Управление временем
Управление временем, организация времени, тайм-менеджмент (англ. time management) — технология организации времени и повышения эффективности его использования.
Управление временем — это действие или процесс тренировки сознательного контроля над временем, потраченным на конкретные виды деятельности, при котором специально увеличиваются эффективность и продуктивность. Управление временем может помочь получить ряд навыков, инструментов и методов, используемых при выполнении конкретных задач, проектов и целей. Этот набор включает в себя широкий спектр деятельности, а именно: планирование, распределение, постановку целей, делегирование, анализ временных затрат, мониторинг, организацию, составление списков и расстановку приоритетов. Изначально управление приписывалось только бизнесу или трудовой деятельности, но со временем термин расширился, включив личную деятельность с таким же основанием. Система управления временем составляет сочетание процессов, инструментов, техник и методов. Обычно управление временем является необходимостью в развитии любого проекта, поскольку определяет время завершения проекта и масштаб.

## История

### Россия
В конце XIX века крупный русский физиолог Введенский Николай Евгеньевич как-то сказал: «Мы устаем и изнемогаем не потому, что много работаем, а потому, что плохо работаем, не организованно работаем, бестолково работаем».
1920-е годы ― период развития научной организации труда (НОТ). Алексей Гастев, директор центрального института труда (ЦИТ), развивает идеи о том, что эффективность организации начинается с личной эффективности, в частности эффективного использования времени.
Общественное движение борьбы за время привело к созданию Лиги «Время», руководителем которой был П. М. Керженцев. В газетах стали появляться постоянные рубрики «Борьба за время». В одной из статей, «Время строит аэропланы», Платон Михайлович наглядно показал взаимосвязь между эффективным использованием времени и разгильдяйством:

На одном съезде Советов я сидел рядом с американским журналистом. Заседание, назначенное в 11 часов, до часу еще не начиналось, как это у нас часто бывает. Журналист меня спросил:
— Сколько человек в зале?
— Тысячи три с половиной.
— Среди них много слесарей, токарей, модельщиков?
— Да, вероятно, в зале преобладают рабочие разных специальностей.
Тогда мой американец, что-то черкнув в книжечке, сказал:
— Мы сегодня потеряли 7 тысяч рабочих часов в ожидании начала заседания. При такой затрате рабочей силы можно было построить один, а то и два аэроплана.
Мы прождали еще «с пол-аэроплана», и только тогда заседание началось.

Однако в 1926 Лига была закрыта.
В начале 1970-х годов после издания книги Д. Гранина «Эта странная жизнь» получил известность метод биолога А. А. Любищева: хронометраж как основа системы управления личным временем и бюджетирование расходов времени. Основная идея — эффективное мышление, как основа личной эффективности; хронометраж — инструмент выработки этого мышления.
В 2007 году в Московском финансово-промышленном университете «Синергия» (до 2010 г. — МФПА) была открыта первая в стране кафедра тайм-менеджмента.

## Структура
В управлении временем можно выделить следующие процессы:
- Анализ.
- Моделирование стратегий с учётом проведённого анализа.
- Целеполагание: постановка цели или определение ключевого направления развития. Определение и формулирование цели (целей).
- Планирование и расстановка приоритетов. Разработка плана достижения поставленных целей и выделение приоритетных (первостепенных) задач для выполнения.
- Реализация — конкретные шаги и действия в соответствии с намеченным планом и порядком достижения цели.
- Контроль достижения цели, выполнения планов, подведение итогов по результатам. Также в случае, если лицо или группа лиц, которые практикуют управление временем, планируют и далее осуществлять проекты, то целесообразно вести хронометраж и фиксировать результаты анализа хронометража в виде «карточек проекта» (запись по параметрам различного характера показателей расходов времени на отдельные задачи) для их дальнейшего применения в процессе любых проектов или программ.

## Управление рабочим временем
Рабочее время — время, затрачиваемое на выполнение работы, или время активного пребывания на работе, посвящённое выполнению прямых служебных обязанностей. Реально рабочим временем считается время, отмеченное в табеле, то есть в документе учёта времени нахождения на работе.

### Анализ использования рабочего времени
- Коэффициент экстенсивного использования рабочего времени

Кэ = (Ф — Р)/Ф = 1 — Р/Ф,
где Ф — фонд рабочего времени, мин;
Р — регламентированные и нерегламентированные перерывы в работе, мин.
- Коэффициент потерь рабочего времени, которые зависят от работников

Кп = Пз/Ф,
где Пз — потери рабочего времени, зависящие от работника, мин.
- Коэффициент потерь рабочего времени, которые обусловлены организационно-техническими причинами и не зависят от работника

Кп = По/Ф,
где По — потери по организационно-техническим причинам, не зависящие от работников, мин.
- Коэффициент затрат рабочего времени на отдых и личные потребности работников

Кол = ОЛ/Ф,
где ОЛ — затраты времени работника на личные потребности (обеденный перерыв, производственная гимнастика, гигиена и т. п.), мин.
Аналогично можно проанализировать затраты времени работника на выполнение свойственных ему функций (Ксв), несвойственных ему функций (Кнсв), на выполнение творческих работ (Кт), организационно-административной работы (Коа) и т. п.

## Дефицит рабочего времени
Дефицит рабочего времени — нехватка временного ресурса, вызванная неправильной организацией работником своей деятельности, либо неграмотной организацией деятельности руководством, что приводит к спешке, затягиванию выполнения работ, заданий, некачественной работе, потерям в производстве, браку и так далее, что в конечном итоге существенно влияет на эффективность и результаты работы всего предприятия.
Одним из методов совершенствования управления на предприятии является анализ затрат рабочего времени руководителя предприятия и руководителей функциональных подразделений. Для выявления причин нехватки времени необходимо периодически проводить инвентаризацию времени за несколько рабочих дней. Беспокойство менеджера из-за недостатка времени можно определить по следующим признакам:
- Отсутствует чёткое расписание работы на текущий день;
- Секретарь или помощник не знает распорядка дня своего руководителя, не знает, где он будет находиться в определённый момент рабочего дня;
- Из-за чрезмерной занятости менеджер несвоевременно отвечает на деловые письма;
- Из-за нехватки времени в течение рабочего дня менеджер вынужден завершать работу дома;
- Частые телефонные звонки и визиты посетителей не дают сосредоточиться на основной работе;
- Менеджер постоянно выполняет работу за своих подчинённых, поскольку ему кажется, что он сделает её лучше;
- Большой поток рутинных дел не дает менеджеру возможности заниматься основной работой;
- Работа в условиях постоянной спешки приводит к переутомлению.

Наиболее характерные причины дефицита времени:
- Бесплановость работы как результат работы не только самого менеджера, но и стиля работы всей организации;
- Несоответствие работника и занимаемой им должности;
- Неадекватная оценка своих способностей, скорости работы, результативности;
- Отсутствие личной миссии работника (что я могу сделать для организации, что могу получить, какими активами располагаю);
- Неумение контролировать свои потребности (в мыслях, питании, общении, выражении эмоций);
- Слабая мотивация труда, приводящая к низкой производительности (зарплата давно не увеличивалась, долгое время нет повышения в должности), порождающей хронический недостаток времени.

## Планирование рабочего времени специалиста
Планирование означает подготовку к реализации целей и упорядочение рабочего времени. Из практики известно, что при затрате 10 минут на планирование рабочего времени можно ежедневно сэкономить до двух часов.
Для рационального использования своего времени менеджеру необходимо, прежде всего, чётко уяснить свои основные функции, цели, задачи и бюджет времени. При планировании следует учитывать такие основные правила:
1. При составлении плана на день оставить 40 % времени свободным, то есть 60 % времени отвести на плановые работы, 20 — на непредвиденные, 20 % — на спонтанно возникающие;
2. Необходимо постоянно фиксировать затраченное время. При этом следует указывать, как и на какие нужды оно было затрачено. В результате менеджер, имея полное представление о затратах своего времени, может составлять план на будущее;
3. Для составления хорошего плана с чётким указанием использованного времени необходимо распределить свои задачи на долго-, средне- и краткосрочные;
4. Основные принципы составления плана: регулярность, системность, последовательность;
5. Для обеспечения реальности планирования следует планировать такой объём задач, с которым менеджер может реально справиться.

Основой плана использования времени специалиста может служить его перспективный план. С учётом этого многолетнего плана составляют годовой план, который охватывает квартальные планы. Квартальные планы могут быть скоординированы с годовым планом и подразделены на месячные планы. Исходя из этого, недельно-суточный план будет наиболее точным планом использования рабочего времени специалиста. План на рабочий день представляет собой важнейшую ступеньку в планировании рабочего времени, он постоянно контролируется и корректируется с учётом обстановки.

## Методы упорядочивания планов рабочего времени
Упорядочивание планов дня с помощью метода «Альп». Этот метод охватывает пять стадий:
- Упорядочивание заданий;
- Оценка продолжительности действий;
- Резервирование времени (в соотношении 60:40);
- Принятие решений по приоритетам и перепоручениям;
- Контроль учёта выполненного.

Очерёдность выполнения дел можно устанавливать с помощью принципа Парето (в соотношении 80:20). Этот принцип означает, что в середине данной группы или множества отдельные малые части являются более значимыми, чем в общем в этой группе. В соответствии с этой теорией можно сделать вывод в отношении использования рабочего времени специалиста: за первые 20 % израсходованного времени достигается 80 % результата. Оставшиеся 80 % затраченного времени дают лишь 20 % общего результата.

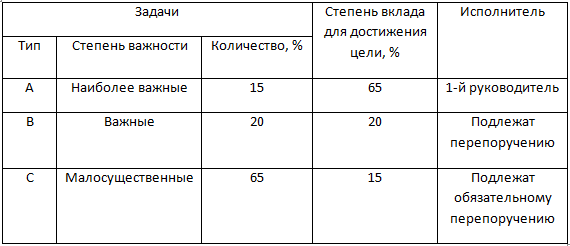
Установление приоритетности задач с помощью ABC-анализа.

Установление приоритетов с помощью анализа ABC. Эта техника основана на том, что части в процентах наиболее важных и наименее важных дел в сумме остаются неизменными. Все задачи подразделяются на три класса в соответствии с их значимостью. Анализ ABC базируется на трёх закономерностях:
- Наиболее важные дела составляют 15 % общего их количества, которыми занимается специалист. Вклад этих задач для достижения цели составляет около 65 %;
- Важные задачи составляют 20 % общего их количества, значимость их для достижения цели примерно равна 20 %;
- Менее важные (малосущественные) задачи составляют 65 % общего их количества, а их значимость равна 15 %.

Для использования ABC-анализа необходимо следовать следующим правилам:
- составить список всех будущих задач;
- систематизировать их по важности и установить очерёдность;
- пронумеровать эти задачи;
- оценить задачи соответственно по категориям A, B и C;
- задачи категории А (15 % общего их количества) решает первый руководитель;
- задачи категории B (20 %) подлежат перепоручению;
- задачи категории C в силу своей малозначимости подлежат обязательному перепоручению.

Матрица Эйзенхауэра. В четырёх квадрантах по осям срочности и важности указаны описания задач и рекомендуемые действия

Ускоренный анализ по принципу Эйзенхауэра. Этот принцип является вспомогательным в тех случаях, когда необходимо срочно принять решение о приоритетности выполнения задач. Приоритеты устанавливаются по таким критериям, как срочность и важность задачи. Они подразделяются на четыре группы:
1. срочные (важные) задачи. Их выполняет менеджер;
2. срочные (менее важные) задачи. Менеджер может перепоручить их решение другим лицам;
3. менее срочные (важные) задачи. Менеджеру необязательно решать их сразу, но для этого необходимо бюджетировать время, иначе они перейдут в разряд срочных или не будут выполнены вовсе. Например, планирование новых направлений деятельности;
4. менее срочные (менее важные) задачи. Менеджер должен перепоручить их решение другим лицам.

## Оперативное планирование деятельности исполнителей
Из практики известно, что оперативное ежедневное планирование работы исполнителей позволяет увеличить производительность их труда на 25—30 %, сэкономить время менеджера на регулирование процессов из-за непредвиденных нарушений, возникающих в процессе работы: из-за сбоев поставок сырья, перебоев в подаче электроэнергии, транспортных проблем и других непредвиденных факторов.
Ежедневное оперативное планирование работы исполнителей менеджер осуществляет путём выдачи им заданий на следующий день. Причём следует одновременно выдавать основные и запасные задания (можно выдавать 2—3 запасных задания). Выданные менеджером исполнителю задания записываются в его рабочую тетрадь. Это позволяет исполнителю в случае невозможности выполнения основного задания немедленно без потери времени перейти к выполнению запасного. При этом экономится его время на переход к другой работе, а менеджер занимается решением своих задач, не теряя время на подготовку и выдачу нового задания. В случае невозможности выполнения основного задания исполнитель обязан немедленно доложить об этом менеджеру. Если это сделать невозможно, исполнитель должен информировать менеджера в конце рабочего дня о выполнении им запасного задания. Эту информацию он может передать лично менеджеру, через секретаря-референта или сделать запись в журнале ведения работ.

## Техники
- Техника «Матрица Эйзенхауэра» реализуется путём настройки системы приоритетов и категорий.
- Техника «Хронометраж».
- Метод Парето (закон 80/20): 80 % задач может быть решено за 20 % затрачиваемого времени; на оставшиеся 20 % задач тратится 80 % затрачиваемого времени.
- Самоменеджмент — это самостоятельная организация сотрудником своего собственного времени[4].
- ABC-анализ.
- Метод «Помидора».

## Управление свободным временем
Тайм-менеджмент помогает более эффективно использовать не только рабочее время, но и время отдыха. В частности, рекомендуется не брать работу домой, организовать быт так, чтобы он занимал минимум времени, заранее тщательно планировать свободное время и следовать этим планам, в частности регулярно практиковать эмоциональное (театры, концерты, выставки и т. п.) и физическое (спорт, фитнес) переключения.
В американских компаниях, если рядовой сотрудник остаётся на работе дольше, чем это установлено у него в трудовом договоре, данный факт может послужить причиной увольнения, так как это свидетельствует о том, что сотрудник не успевает сделать свои задачи в своё рабочее время.
Использовать для активного отдыха не только выходные, но и как минимум один вечер рабочего дня в неделю, а также использовать в качестве мини-отпуска длинные выходные и праздничные дни. В деловых поездках планировать свободное время (от нескольких часов до двух дней) для осмотра местных достопримечательностей. На время отпуска установить правила использования телефона, электронной почты, интернета и пр. и придерживаться их.

## Обучение тайм-менеджменту
В настоящее время существует множество школ тайм-менеджмента. Классическое обучение проводится по следующим темам:
- Аудит личной и управленческой эффективности.
- Определение точки отсчёта для создания собственного плана.
- Личная миссия как эмоционально мотивирующий фактор.
- Основы стратегического планирования.
- Основы тактического планирования (квартал — месяц — неделя — день).
- Искусство определять приоритеты.
- Анализ достигнутого. Методики совершенствования процесса достижения целей.
- Использование инструмента «MindMapping».
- Основы использования программных продуктов (MS Outlook, MS Project, MyLifeOrganized и др.) для планирования.